# Енциклопедичний вісник України
«Енциклопедичний вісник України» — періодичний науковий збірник, який видає Інститут енциклопедичних досліджень Національної академії наук України.
Видання містить статті з проблем енциклопедистики, біографістики, бібліографістики, архівознавства, книгознавства, бібліотечної справи тощо.
Виходить раз на рік (починаючи від 2009).
ISSN: 2706-9990 (Print), 2707-000X (Online).

## Редакційна колегія
- М. Железняк (головний редактор)
- О. Іщенко (відповідальний секретар)
- С. Бортник (Україна)
- І. Дзюба (Україна)
- Т. Добко (Україна)
- С. Кульчицький (Україна)
- К. Манолаке (Молдова)
- І. Матяш (Україна)
- Л. Пиріг (Україна)
- Р. Сенькусь (Канада)
- Я. Яцків (Україна)

## Випуски
- Онлайн-архів [Архівовано 18 березня 2022 у Wayback Machine.]